# Lula Owl Gloyne
Lula Owl Gloyne (* 1891 im Qualla Boundary, North Carolina; † 17. April 1985 in North Carolina) war die erste Registered Nurse (Krankenschwester) der Eastern Band of Cherokee Indians und eine der ersten indianischen Krankenschwestern der Vereinigten Staaten von Amerika. Sie arbeitete ihr Leben lang daran, die gesundheitlichen Bedingungen für die Indianer und insbesondere der Cherokee im Qualla Boundary zu verbessern.

## Historisches Trauma der Cherokee
Ehe die weißen Siedler und Goldsucher in die südlichen Appalachen vordrangen, lebten die Cherokee in großen Gruppen dort. Etliche Verträge und Vereinbarungen wurden getroffen, um die Gebiete der beiden Gruppen voneinander zu trennen, jedoch wurden diese immer wieder von den Siedlern verletzt. Die daraus entstehenden Kriege und eingeschleppte Krankheiten, wie Pocken und Masern, dezimierten den Stamm. Schließlich wurden die Cherokee von den Bundesbehörden zusammengetrieben und gezwungen, ihre angestammten Territorien zu verlassen. Der Fußmarsch in die ihnen zugewiesenen Gebiete in Oklahoma ging als Pfad der Tränen in die Geschichte ein. Die wenigen Hundert im Osten verbliebenen oder geflohenen Cherokee bildeten den Eastern Band of Cherokee Indians (EBCI) und blieben in der Nähe von Cherokee (North Carolina) im Gebiet des Qualla Boundary.
Nach dem Sezessionskrieg und den folgenden Jahrzehnten war das ländliche Gebiet in den Bergen von großer Armut gekennzeichnet, während weiße Menschen schon kaum über Elektrizität, asphaltierte Straßen und fließendes Wasser verfügten, waren die Bedingungen für die Cherokee noch schlechter. Um 1900 war der Stamm der Cherokee auf weniger als 10.000 Menschen geschrumpft und sie wurden sowohl von ihren weißen wie auch afroamerikanischen Nachbarn abgelehnt. Um den Indianern zu „helfen“, gründeten christliche Missionare und später auch die Regierung Internate für die indianischen Kinder; diese sollten dazu dienen, die Indianer zu assimilieren und ihre Kultur und Sprache zu vergessen. In dieses Umfeld wurde Lula Owl Gloyne geboren.

## Kindheit, Jugend und Ausbildung

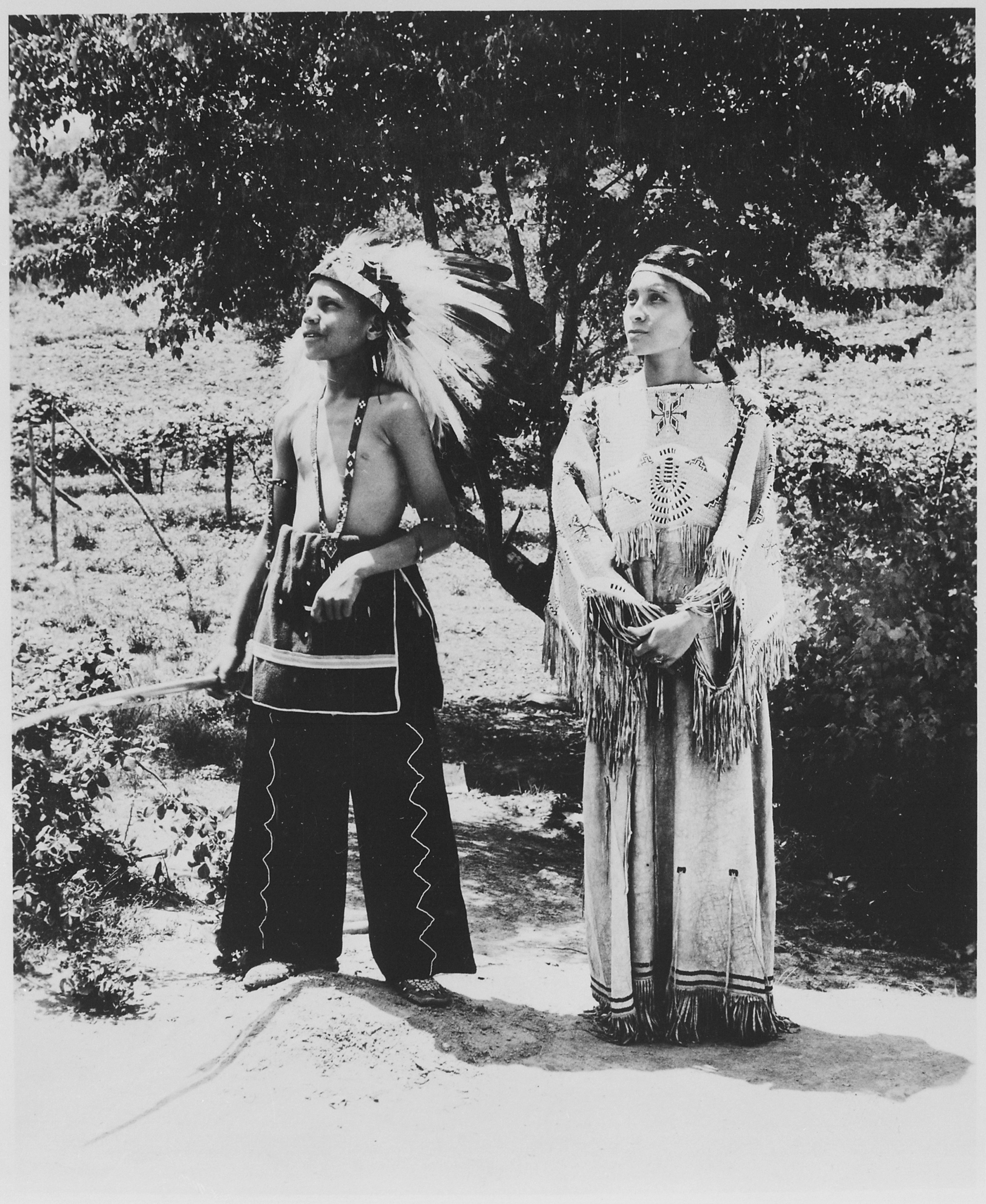
Cherokee-Kinder in traditioneller Kleidung, fotografiert 1939

Lula Owl Gloyne wurde 1891 als Lucy Ann Owl in der Qualla Boundary, dem Gebiet der Cherokee (eng. land trust) in North Carolina geboren. Sie war das älteste von zehn Kindern von Daniel Lloyd Owl, einem Schmied der Cherokee, und Nettie Harris Owl, einer Korbmacherin und Töpferin der Catawba. Obwohl Gloyne nach den indianisch traditionellen matrilinearen Familienfolgen eigentlich zu den Catawba gezählt werden müsste, hatten es sich die Cherokee des Eastern Band zur Erhaltung ihres Stammes angeeignet, die Kinder von Cherokee-Männern ebenfalls als zu den Cherokee zugehörig zu zählen. Gloynes Eltern sprachen zu Hause Englisch, da keiner von ihnen die jeweils andere Stammessprache verstehen konnte. Nach Einschätzung der Enkeltochter Gloynes, Mary Wachacha, führte das dazu, dass die sieben überlebenden Kinder der Familie professionelle Karrieren anstrebten und ihre Ziele erreichten.
Gloyne besuchte die Missionsschule im Qualla Boundary und wechselte nach ihrem Abschluss an das Hampton Normal and Agricultural Institute in Virginia. Als eines der ersten Colleges wurde Hampton 1868 für die Ausbildung von Afroamerikanern nach dem Sezessionskrieg eröffnet. Die zentrale Aufgabe des historisch afroamerikanischen Institutes war die Ausbildung von Lehrern, die in ihre Gemeinden zurückkehren sollten, um das Bildungsniveau der schwarzen Bevölkerung zu erhöhen. Von 1878 bis 1923 unternahm das Institut ein einmaliges Experiment, um Studenten aus zwei verschiedenen Ethnien gemeinsam zu unterrichten und nahm auch indianische Studenten auf. Über 1000 indianische Studenten aus mehr als 20 Stämmen graduierten in der Zeit in Hampton. Gloyne beendete dort ihre Ausbildung 1914 und unterrichtete für ein Jahr in einer Catawba-Schule in Rock Hill (South Carolina).
Gloyne entschloss sich, eine Ausbildung als Krankenschwester zu beginnen und ging an die Chestnut Hill Hospital School of Nursing in Philadelphia. Die Studentinnen an der Schule wurden angehalten, regelmäßig Gottesdienste zu besuchen, aber die Southern Baptist Church, der Gloyne angehörte, war zu weit weg. Sie besuchte stattdessen die St. Paul’s Episcopal Church. Die Gemeinde nahm sie auf und unterstützte sie mit Kleider- und Geldspenden. Nach ihrem Abschluss als erste Registered Nurse des EBCI im Jahre 1916 verhalf die Kirchengemeinde Gloyne zu einer Arbeitsstelle als Schulschwester in der St. Elizabeth’s Episcopal School in der Standing Rock Reservation der Sioux in Wakapala, South Dakota.

## Erster Weltkrieg
Im Jahre 1917 traten die Vereinigten Staaten in den Ersten Weltkrieg ein. Alle Krankenschwestern (Registered Nurses) wurden vom Roten Kreuz und dem U.S. Army Nurse Corps aufgefordert, ihr Land während des Krieges zu unterstützen. Gloyne meldete sich und wollte gerne nach Europa, um dort in einem Feldlazarett zu dienen, jedoch wurde bei der Eingangsuntersuchung festgestellt, dass sie unter Seekrankheit litt und nicht nach Übersee verschifft werden konnte. Stattdessen wurde sie als Second Lieutenant nach Camp Lewis im Bundesstaat Washington geschickt. Gloyne war die einzige indianische Offizierin, die während des Ersten Weltkrieges diente.
Während Gloyne in South Dakota war, lernte sie Jack Gloyne kennen, einen Soldaten auf dem Weg nach Camp Lewis. Als sie sich in Camp Lewis wieder begegneten, wurden sie ein Paar. In der Army war jedoch die Verbindung zwischen Offizieren und Mannschaftsgraden als „Verbrüderung“ untersagt. Trotz des Verbotes wurden die beiden 1918 heimlich getraut. Nach einem kurzen Aufenthalt in Oklahoma zog das Paar nach Cherokee, um sich dort niederzulassen.

## Arbeit in Cherokee

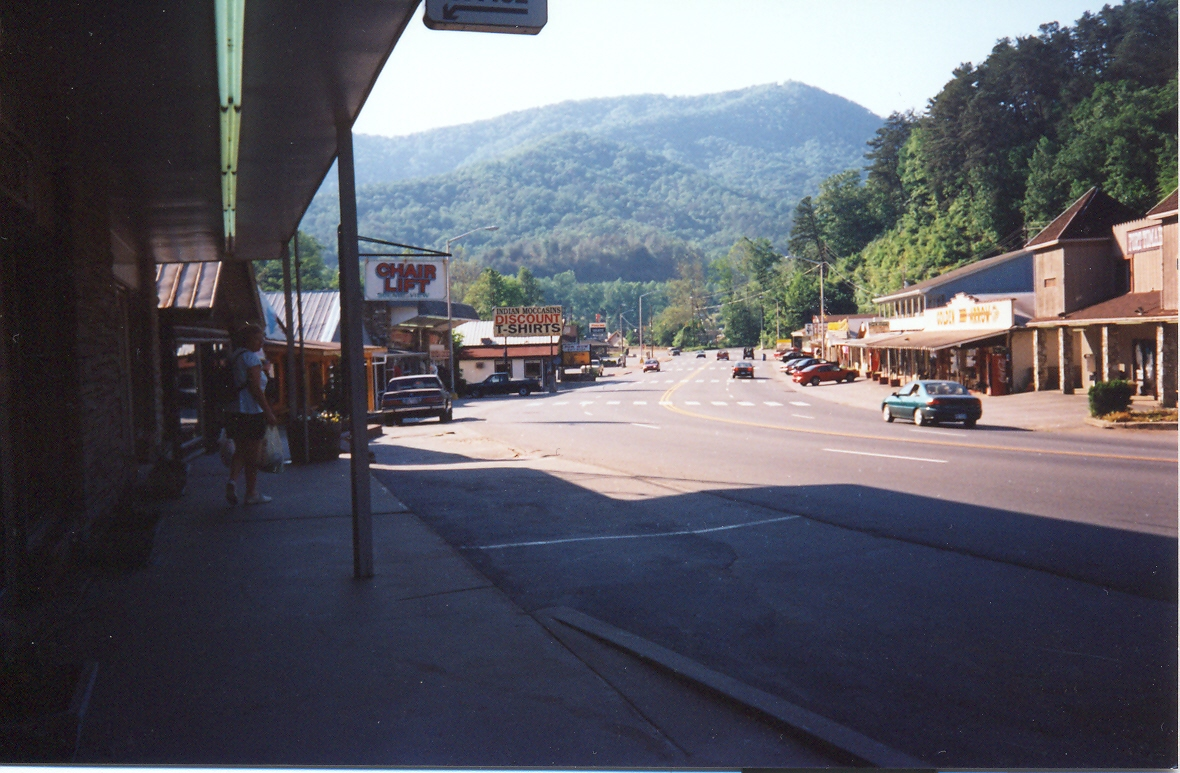
Hauptstraße in Cherokee, N.C.

Zu der Zeit als die Gloynes nach Cherokee zogen, gab es dort weder ein Krankenhaus noch einen in Vollzeit arbeitenden Arzt. Die einzige professionelle Hilfe, die die Einwohner des Qualla Boundary hatten, war Lula Owl Gloyne. Zunächst arbeitete sie ohne Bezahlung und musste zu Fuß zu ihren Patienten gehen. Mangels eines Arztes übernahm Gloyne alle Arten der medizinischen und pflegerischen Betreuung.
Gloynes Wunsch, den EBCI eine angemessene medizinische Betreuung zukommen zu lassen, führte sie nach Washington, D.C. Dort sprach sie mit den Beauftragten für die Gesundheitsversorgung der Indianer im Indian Health Service. 1934 wurden ihre Forderungen nach einer besseren Gesundheitsversorgung für ihr Volk erfüllt und ein Krankenhaus für neun Frauen und sechs Männer eröffnet. Zudem wurde das Krankenhaus regelmäßig von einem Arzt besucht und Lula Owl Gloyne zur leitenden Schwester ernannt. Nebenbei kümmerte sich Lula Owl Gloyne immer noch um ihre ambulanten Patienten und pflegte sie, leistete Sterbebegleitung und bot Entbindungspflege an. Von ihrem Gehalt, das sie vom Indian Health Service bekam, kaufte Lula Owl Gloyne sich ein Pferd. Später stellte die Regierung ihr ein Auto zur Verfügung, damit sie ihre Patienten besuchen konnte.
Auch wenn die Regierung versucht hatte, die Cherokee weitgehend zu assimilieren, misstrauten viele von ihnen den angebotenen Gesundheitsdienstleistungen. Die traditionelle Medizin erschien ihnen trotz der kulturellen Entwurzelung vertrauenswürdiger als die Medizin der Weißen. Zudem kursierte der Glaube, dass weiße Ärzte epidemische Krankheiten übertrugen. Lula Owl Gloyne übernahm eine wichtige Vermittlerrolle und baute in den Cherokees Vertrauen zum Krankenhaus und weißen Ärzten auf. Nachdem anfangs fast alle Geburten in der häuslichen Umgebung stattfanden, mit einer hohen Sterberate der Neugeborenen, wurden im Laufe der 1930er Jahre fast die Hälfte der Geburten in Krankenhaus oder zumindest mit Hilfe einer Hebamme durchgeführt.

### Statistische Veränderungen
Im Zuge der Bemühungen Lula Owl Gloynes in Washington D.C. wurde 1933 auch eine umfassende Gesundheitsstudie der EBCI im Qualla Boundary in Auftrag gegeben. Der U.S. Public Health Service, die Abteilung für indianische Angelegenheiten des Innenministeriums, das North Carolina Tuberkulose-Sanatorium und das Gesundheitsamt von North Carolina arbeiteten hierbei zusammen, um festzustellen, welchen Bedarf an Gesundheitsdienstleistungen es gab und welche staatlichen oder bundesstaatlichen Verantwortlichkeiten daraus entstanden. Mehr als 900 Cherokees aller Altersgruppen erhielten eine komplette medizinische und zahnärztliche Untersuchung, sowie Impfungen gegen Pocken, Diphtherie und Typhus. Die Untersuchungen zeigten, dass neun Prozent der Untersuchten an einer aktiven Tuberkulose und 4,6 Prozent an Syphilis erkrankt waren. Außerdem litten überdurchschnittlich viele Menschen an Trachomen, einer entzündlichen Augenerkrankung.
Vierzig Jahre später, im Jahre 1972, stellte ein weiterer Bericht des Gesundheitsamtes von North Carolina fest, dass Tuberkulose und Syphilis nur noch seltene Probleme der indigenen Bevölkerung im Qualla Boundary darstellten. Die großen Probleme des öffentlichen Gesundheitswesen waren damals Diabetes mellitus, Autounfälle, Mord, Selbstmord und Karies bei Kindern.

## Leben nach 1935

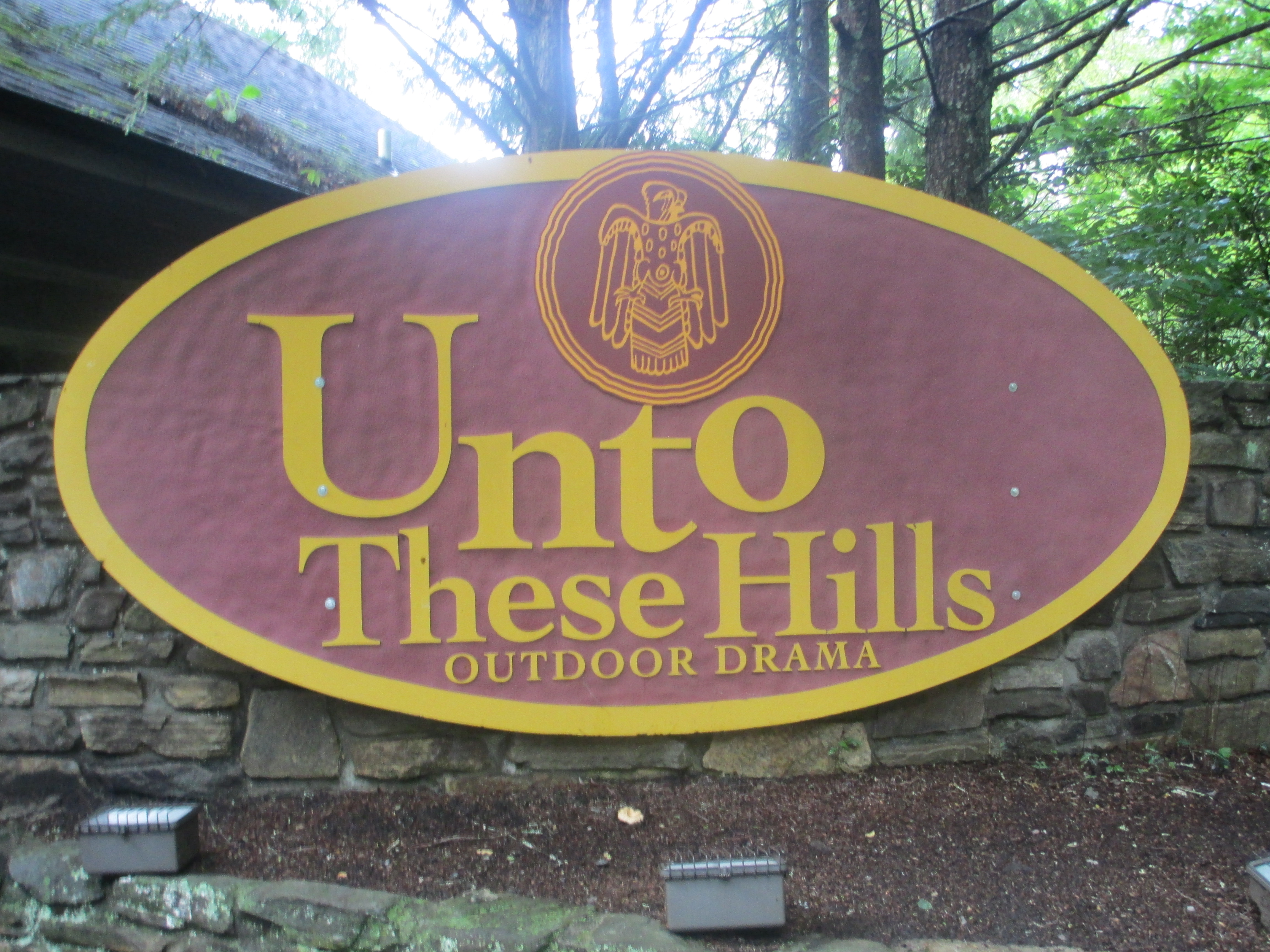
Logo des Outdoordramas Unto these Hills bei dem Goyle als Krankenschwester half

Die Gloynes hatten vier Kinder. Als ihr Mann Jack starb, verließ Gloyne das Qualla Boundary und ließ sich in Miami (Oklahoma) nieder und arbeitete an der Wyandotte Indian School and Clinic. 1936 hatte Gloyne einen schweren Unfall bei einer Ambulanzfahrt. Zunächst war unklar, ob sie je wieder würde gehen können, aber sie erholte sich nach und nach. Sie kehrte nach Cherokee zurück, um bei ihrer Familie zu sein und nahm schrittweise ihre Tätigkeit als Krankenschwester wieder auf.
Gloyne nahm Aufgaben in der privaten Pflege an, arbeitete im Krankenhaus und übernahm Leitungsfunktionen in den nahegelegenen Ortschaften Sylva und Bryson City. Außerdem stand sie als Krankenschwester für das Outdoortheaterstück Unto These Hills zur Verfügung, das in den Sommermonaten die Geschichte des Pfads der Tränen erzählte. Mit 77 Jahren zog sie sich aus der aktiven Pflege zurück, blieb jedoch bis zu ihrem Tod ein aktives Mitglied der Gemeinde Cherokee. Sie starb am 17. April 1985.

## Vermächtnis
Im Jahre 1985 wurde Gloyne für den Distinguished Women of North Carolina Award nominiert. Die Cherokee zeichneten sie als Beloved Woman aus, als eine von nur drei Frauen, die diesen Titel je erhielten. Gloyne wurde 2015 in die North Carolina Nurses Association Hall of Fame aufgenommen. Ihr Lebenswerk inspirierte eine Reihe von jungen Cherokee-Frauen den Beruf der Krankenschwester aufzunehmen, darunter beispielsweise Ernestine Sharon Walkingstick, die ebenfalls Krankenhäuser leitete und initiierte. Ihre Tochter Mollie Blankenship war die erste Frau, die je in einen Stammesrat der Cherokee gewählt wurde, ihre andere Tochter Mary Gloyne Byler ist eine bekannte Schriftstellerin und Lehrerin der Cherokee.